# Sam Shockley
Samuel Richard Shockley, Jr. est né le 12 janvier 1909 à Cerro Gordo, dans l'Arkansas et est mort exécuté par chambre à gaz le 3 décembre 1948 à la prison d'État de San Quentin. Ce criminel américain est connu pour avoir à deux reprises tenté de s'évader de la prison d'Alcatraz, la seconde fois au cours des évènements de ce que l'on a appelé plus tard la bataille d'Alcatraz.

## Biographie

### Enfance et jeunesse
Samuel Richard Shockley, Jr. est né le 12 janvier 1909 à Cerro Gordo, dans l'Arkansas. Son père, Richard Shockley, était un métayer qui s'est marié trois fois et a eu huit enfants. Alors qu'il était nouveau-né il a survécu à un accident qui aurait pu lui coûter la vie. En effet, alors qu'elle le tenait dans ses bras, la robe de sa grande sœur prit feu car elle s'était trop approchée de la cheminée. Elle s'est donc précipitée hors de la maison avec Sam dans ses bras mais s'est effondrée et a laissé tomber le bébé. Ils sont restés dehors pendant six heures, tous deux brûlés.
Alors qu'il a douze ans, son père le retire de l'école pour le faire travailler dans les champs et c'est également à cette période qu'il commence à présenter de graves signes d'instabilité. En 1927, il quitte définitivement sa famille et devient vagabond.

### Carrière criminelle
Il est arrêté peu de temps plus tard pour avoir volé des poulets, des pneus de voiture et divers accessoires dans le comté de Garvin, en Oklahoma. Il est, le 3 juillet 1928, condamné à un an de prison à la prison de Granite, dans l'Oklahoma.
Durant son séjour dans cette prison, Shockley est battu par un autre détenu, ce qui lui cause de nombreuses lésions cérébrales et également des cicatrices à la tête et au cou. Il est libéré en juillet 1929, après avoir purgé sa peine. Néanmoins, au début des années 1930, Shockley est de nouveau arrêté et incarcéré à de nombreuses reprises pour ivresse et trouble à l'ordre public. C'est également durant cette période qu'il s'évade de la prison de Birmingham, en Alabama et qu'il est battu par un policier, ce qui lui cause de nouveaux traumatismes crâniens.
En mars 1938 Shockley et son complice Edward Johnson sont tous les deux arrêtés pour vol de voiture, mais également pour avoir dévalisé la banque de Paoli en Oklahoma tout en ayant kidnappé deux des employés de cette banque.
Le 16 mai 1938, Shockley échappe de peu à la peine de mort et est condamné à la prison à perpétuité. Le 23 septembre 1938, les autorités décident de l'envoyer purger sa peine à la prison d'Alcatraz.

### Emprisonnement à Alcatraz
Durant son emprisonnement au pénitencier fédéral d'Alcatraz, sa santé mentale continue de se détériorer en raison des conditions d'incarcération très rudes auxquelles il est soumis et il souffre de plus en plus d'hallucinations.
Le 21 mai 1941, Shockley et deux autres détenus, Lloyd Barkdoll, Arold Kyle et Joseph Paul Cretzer tentent de s'évader du bâtiment des ateliers de la prison en prenant en otage des gardiens et en essayant de scier les barreaux. Leurs tentatives de sciage se révélant infructueuses, les trois détenus décident de renoncer à l'évasion et se rendent. Barkdoll parvient à convaincre le directeur de la prison que Shockley n'était pour rien dans cette tentative d'évasion et il échappe ainsi à la sanction.
En 1946, il est impliqué dans une seconde tentative d'évasion, plus tard appelée la "bataille d'Alcatraz". Le 2 mai 1946, lui et cinq autres prisonniers (Bernard Coy, Marvin Hubbard, Joseph Paul Cretzer, Clarence Carnes et Miran Edgar Thompson) parviennent à dérober des armes dans l'armurerie, à prendre des gardiens en otages et à prendre le contrôle du pénitencier. Les prisonniers prévoyaient de s'évader par la cour de la prison, de rejoindre la côte et de quitter l'île à bord du bateau de la prison. Néanmoins, ils ne trouvent pas tout de suite la clef de la cour et perdent beaucoup de temps à en essayer d'autres, sans succès. Lorsque les détenus parviennent enfin à trouver la bonne clef en fouillant un gardien l'ayant gardée sur lui, ils ne peuvent cependant pas ouvrir la porte de la cour, qui était conçue pour se bloquer automatiquement après plusieurs tentatives infructueuses. Le 4 mai, l'armée, les garde-côtes et les marines interviennent et jettent des grenades à fragmentation dans les conduits d'aération pour finalement reprendre le contrôle du pénitencier.
Coy, Cretzer et Hubbard décèdent durant la reprise de la prison tandis que Carnes, Thompson et Shockley sont capturés vivants.

### Condamnation à mort et exécution
Shockley, Carnes et Thompson sont jugés ensemble pour avoir participé à cette tentative d'évasion. Au cours du procès, plusieurs témoins déclarèrent que durant l'assaut de l'armée contre la prison, Shockley courait partout une clef à molette à la main vêtu d'un uniforme et qu'il ne semblait pas avoir réellement conscience de ce qui se passait, u fait des troubles mentaux dont il était atteint, s'étant simplement contenté de suivre le mouvement de ses cinq complices . L'avocat de Shockley plaida la folie mais les juges craignirent une répétition du procès d'Henri Young en 1941, au cours de laquelle le jury avait qualifié l'administration du directeur Johnston de cruelle et d'inhumaine, avait demandé la fermeture d'Alcatraz et que l'administration fasse l'objet d'une enquête par le Service des Marshals des États-Unis, étant donné que Yong, comme Shockley avait été profondément éprouvé mentalement par la rudesse de la discipline imposée à Alcatraz par le directeur de la prison.
Le 21 décembre 1946, Shockley, Thompson et Carnes sont tous les trois reconnus coupables de meurtre. Alors que Carnes, âgé de 19 ans, est condamné à 99 années de prison supplémentaires, Thompson et Shockley sont tous deux condamnés à mort.
À la suite de cette décision, un recours en grâce fut formé auprès du président des États-Unis d'alors, Harry S. Truman, mais ce dernier, qui était bon ami avec le directeur du pénitencier fédéral d'Alcatraz, refusa d'accorder sa grâce aux condamnés.
Shockley et Thompson furent exécutés simultanément dans la chambre à gaz de la prison d'État de San Quentin le 3 décembre 1948. Le cadavre de Shockley fut enterré au cimetière Pollard à Haworth dans l'Oklahoma.